# Godzien litości
Godzien litości. Komedia serio w trzech aktach, prozą – trzyaktowa komedia Aleksandra Fredry

## Opis
Dokładna data powstania sztuki nie jest znana, ale na podstawie odniesień w utworze do realnych zdarzeń można domniemywać, że komedia została napisana w 1862. Zachowały się dwa rękopisy utworu, aczkolwiek treść różni się w nich znacznie. Po śmierci Fredry komitet zajmujący się jego spuścizną ocenił sztukę jako średnią i przeznaczył do wystawienia w 1878. Prapremiera odbyła się jednak w Krakowie już 6 listopada 1877, we Lwowie 5 grudnia 1877, zaś w Warszawie dopiero 5 sierpnia 1952. Od połowy XX w. sztuka była wystawiana przynajmniej 12 razy, w tym w 1968 w Teatrze Polskiego Radia (reż. Juliusz Owidzki). Drukiem sztuka ukazała się w 1880 w tomie IX pośmiertnego wydania dzieł Fredry (s. 1–94).

## Treść
Elwin, mieszkając u swego przyjaciela adwokata Dormunda, nawiązuje romans z Antonią, córką bogatego sąsiada, Warskiego. Ekscentryczna Antonia odwiedza Dormunda w jego mieszkaniu. Warski, zastawszy ich przypadkowo, uznaje, że Dormund kocha Antonię i grozi mu, jeśli się z nią nie ożeni. Jednak dalsze zawikłane wydarzenia skłaniają Warskiego do zgody na ślub Antonii z Elwinem.

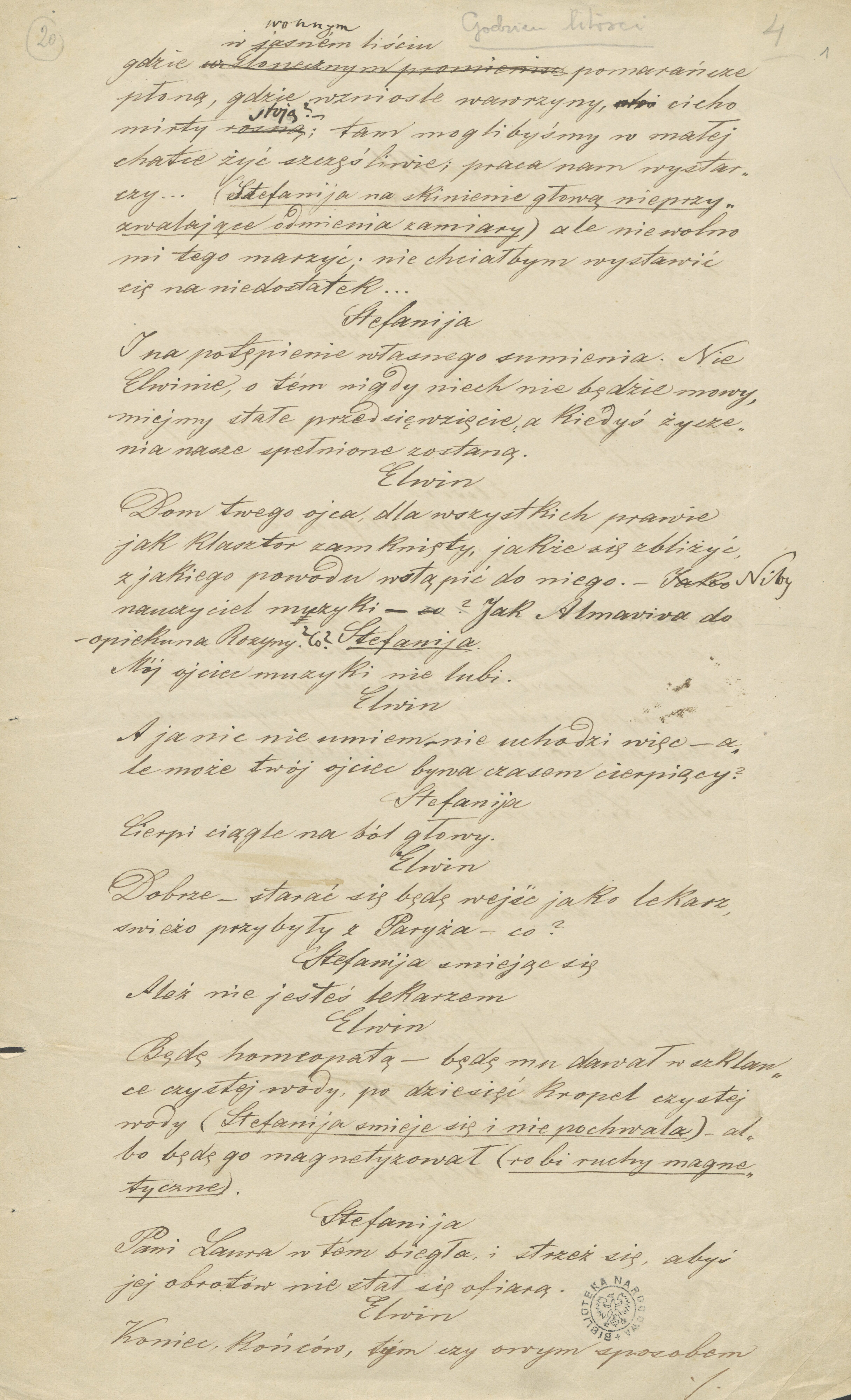
Strona rękopisu przechowywanego w Bibliotece Narodowej